# Maverick (série de televisão)
Maverick é uma série de TV criada por Roy Huggins exibida nos Estados Unidos entre 1957 e 1962 pela ABC. Estrelada por James Garner, Jack Kelly, Roger Moore e Robert Colbert como os jogadores de poker viajantes Mavericks (Bret, Bart, Beau e Brent).

## Cinema
Em 1994, foi lançada uma versão de Maverick para o cinema, estrelada por Mel Gibson como Bret Maverick, Jodie Foster como Ana Belle e James Garner como o pai de Bret Maverick.